# Витаминный салат

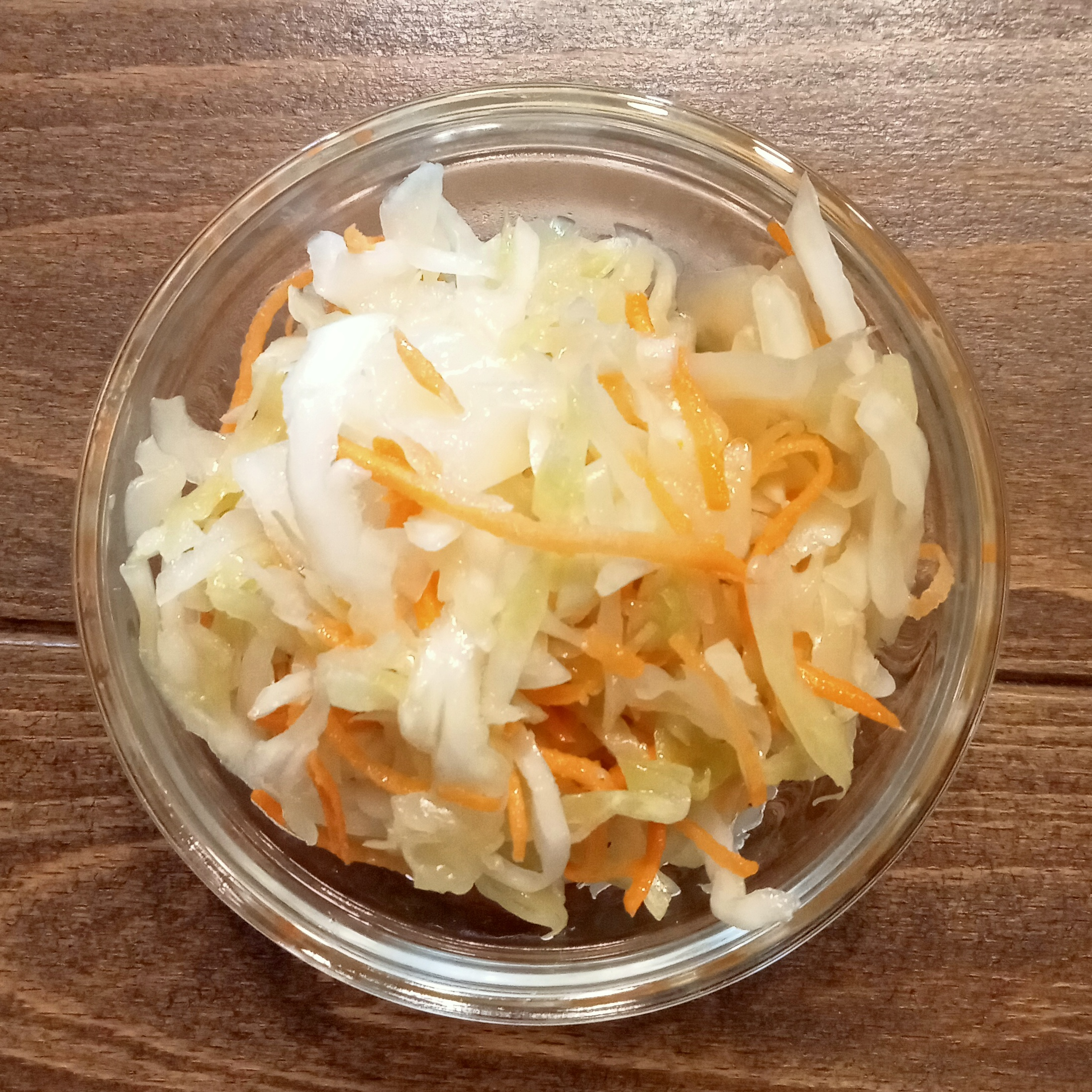
Салат «Витаминный» в кафе «Щелкунчик» в Санкт-Петербурге. 2023

Витаминный салат — холодное блюдо советской кухни, салат из сырых овощей. Отличительной особенностью витаминного салата является присутствие среди ингредиентов яблока и корневого или салатного сельдерея, лимонный сок в заправке, сахар или сахарная пудра наряду с солью в качестве приправы и свежие или консервированные фрукты в сервировке.
В зависимости от рецепта витаминный салат готовят из очищенных от кожицы и нарезанных соломкой моркови, свежих огурцов, сельдерея, яблока и нарезанных дольками свежих помидоров, включают также сладкий перец и зелёный горошек. Он может содержать также перетёртую с солью свежую белокочанную капусту и зелёный лук. Витаминный салат обычно заправляют сметаной или растительным маслом, приправляют помимо лимонного сока вином. Готовый салат сервируют горкой на листьях зелёного салата, украшают нарезанными кружочками помидорами, рубленой зеленью, свежими или консервированными вишней, сливой или абрикосами без косточек. Винцента Завадская, автор «Литовской кухарки», предлагала готовить витаминный салат из квашеной капусты и квашеных огурцов с винными яблоками, отварным картофелем, тёртой морковью и рубленым репчатым луком.
Рецепт лёгкого в приготовлении витаминного салата из моркови, яблок и огурцов со сметаной публиковался в 1972 году в пионерском журнале «Костёр» наряду с рецептами омлета с горошком или гренок с сыром в качестве идеи для проведения школьного кулинарного соревнования.